# بيليف (مجموعة)
بيليف مجموعة حملة دعت إلى انسحاب المملكة المتحدة من الاتحاد الأوروبي في استفتاء الاتحاد الأوروبي عام 2016. تم إنشاء المجموعة للتركيز على الناخبين الأصغر سنا.

## خلفية
تأسست حركة بيليف باعتبارها "حملة مؤيدة لخروج بريطانيا من الاتحاد الأوروبي تركز على الشباب" على يد دارين غرايمز، الذي كان في ذلك الوقت طالب أزياء يبلغ من العمر 22 عامًا وعامل متجر بدوام جزئي، والذي عُين رسميًا كمدير حملة للمنظمة. بالإضافة إلى جرايمز، كان مجلس حملة الخروج من الاتحاد الأوروبي يتألف من شاهمير ساني ('السكرتير ومدير الأبحاث') وتوم هارود ('رئيس قسم الإعلام والمتحدث باسم حملة الخروج من الاتحاد الأوروبي'). وذكرت التقارير أن غرايمز كان يعمل من مكتب حملة "التصويت للمغادرة " ودُعي للظهور في العديد من البرامج التلفزيونية والإذاعية التي تدافع عن خروج بريطانيا من الاتحاد الأوروبي. عندما اقتربت حملة "صوتوا للخروج" من الحد الأقصى للإنفاق وهو 7 ملايين جنيه إسترليني، أرسلت حملة "صوتوا للخروج" بريدًا إلكترونيًا إلى غرايمز مع عروض للمساعدة المالية، والتي ردت عليها غرايمز طالبة إنفاق الأموال على إعلانات على فيسبوك وضعت بواسطة أجريجيت آي كيو . لقد أرسلت حملة فوت ليف مبلغ 675 ألف جنيه إسترليني بهذه الطريقة إلى أجريجيت آي كيو، دون أن تصل الأموال أبدًا إلى أيدي Grimes أو BeLeave. لم يكن لدى BeLeave أي دخل أو نفقات كبيرة بخلاف هذا.
وصفت مجموعة BeLeave على أنها "مجموعة تواصل مع حملة التصويت على الخروج" على صفحة Vote Leave الرسمية على الويب.

## الإحالة إلى اللجنة الانتخابية
زعم الناشط السابق في حركة بيليف شاهمير ساني في مارس 2018 أن حركة Vote Leave استخدمت حركة بيليف لتجاوز حدود الإنفاق القانونية. وزعم أن حملة "صوتوا للخروج"، وهي الحملة الرسمية المؤيدة للخروج من الاتحاد الأوروبي في الاستفتاء، استخدمت شركة بيليف بشكل غير قانوني كقناة لدفع مبلغ 675 ألف جنيه إسترليني إلى شركة أجرجيت آي كيو، وهي شركة كندية عملت على مشاريع مؤيدة للخروج البريطاني من الاتحاد الأوروبي ، مطالبة بيليف بإنفاق الأموال بهذه الطريقة. كان من الممكن أن تتجاوز حملة "صوتوا للمغادرة" الحد الأقصى للإنفاق على حملتها الانتخابية وهو 7 ملايين جنيه إسترليني لو أنها أنفقت الأموال بنفسها.

## نتائج اللجنة الانتخابية
نشرت اللجنة الانتخابية في 17 يوليو/تموز 2018 استنتاجات تحقيقها في الإنفاق الانتخابي لحركة Vote Leave ووجدت أن حركة Vote Leave وجرايمز انتهكا القانون الانتخابي.
غُرمت حملة التصويت للخروج بمبلغ 61 ألف جنيه إسترليني. وغرم غرايمز، ممثل حملة الخروج من الاتحاد الأوروبي، بمبلغ 20 ألف جنيه إسترليني، وهو الحد الأقصى للغرامة الفردية المسموح بها، بسبب تجاوزه حد الإنفاق بصفته ناشطًا غير مسجل بما يزيد عن 660 ألف جنيه إسترليني وتقديم إقرار إنفاق غير دقيق وغير كامل.

## نتائج محكمة العدل العليا ضد اللجنة الانتخابية وحزب بيليف
في 14 سبتمبر 2018، أصدرت المحكمة العليا للعدل حكمًا ضد لجنة الانتخابات، مشيرة إلى أن نصيحتها لجماعة التصويت للمغادرة ودارين غرايمز كانت غير صحيحة، لكنها أكدت أن الإنفاق الزائد كان غير قانوني.

## الاستئنافات
زعمت منظمة فوت ليف، التي ادعت أنها لم تكن لتدفع لشركة بيليف بدون النصيحة، أنها استأنفت في البداية ضد الغرامة، لكنها سحبت الاستئناف في مارس 2019.
ولم يسحب دارين غرايمز، الذي بدأ أيضًا استئنافًا ضد الغرامة التي فرضت عليه، استئنافه في مارس/آذار 2019. في 19 يوليو 2019، في محكمة مقاطعة لندن المركزية، نجح غرايمز في استئناف الغرامة البالغة 20 ألف جنيه إسترليني المفروضة عليه لخرقه قانون الانتخابات في الفترة التي سبقت استفتاء خروج بريطانيا من الاتحاد الأوروبي، وتم إلغاء الغرامة التي فرضتها عليه اللجنة الانتخابية. قال القاضي مارك دايت: "حتى لو ارتكب غرايمز الجريمة، فلن يُبرر ذلك غرامة قدرها 20 ألف جنيه إسترليني، وهي الحد الأقصى المسموح به بموجب القانون الحالي". وقالت اللجنة الانتخابية: "نشعر بخيبة أمل لقبول المحكمة استئناف السيد غرايمز". سنقوم الآن بمراجعة التفاصيل الكاملة للحكم قبل اتخاذ القرار بشأن الخطوات التالية. " وفي أغسطس/آب 2019، قررت اللجنة الانتخابية عدم الاستئناف ضد الحكم.